# Madese Hockey Club
De Madese Hockey Club is een Nederlandse hockeyclub uit de Noord-Brabantse plaats Made.
De club werd opgericht op 1 juni 1977 en speelt op Sportpark De Schietberg in de buurt van de thuisbasis van de Madese Boys. De club heeft in het seizoen 2012/13 geen standaardteams in de bondscompetities van de KNHB.